# Stanisław Balbus

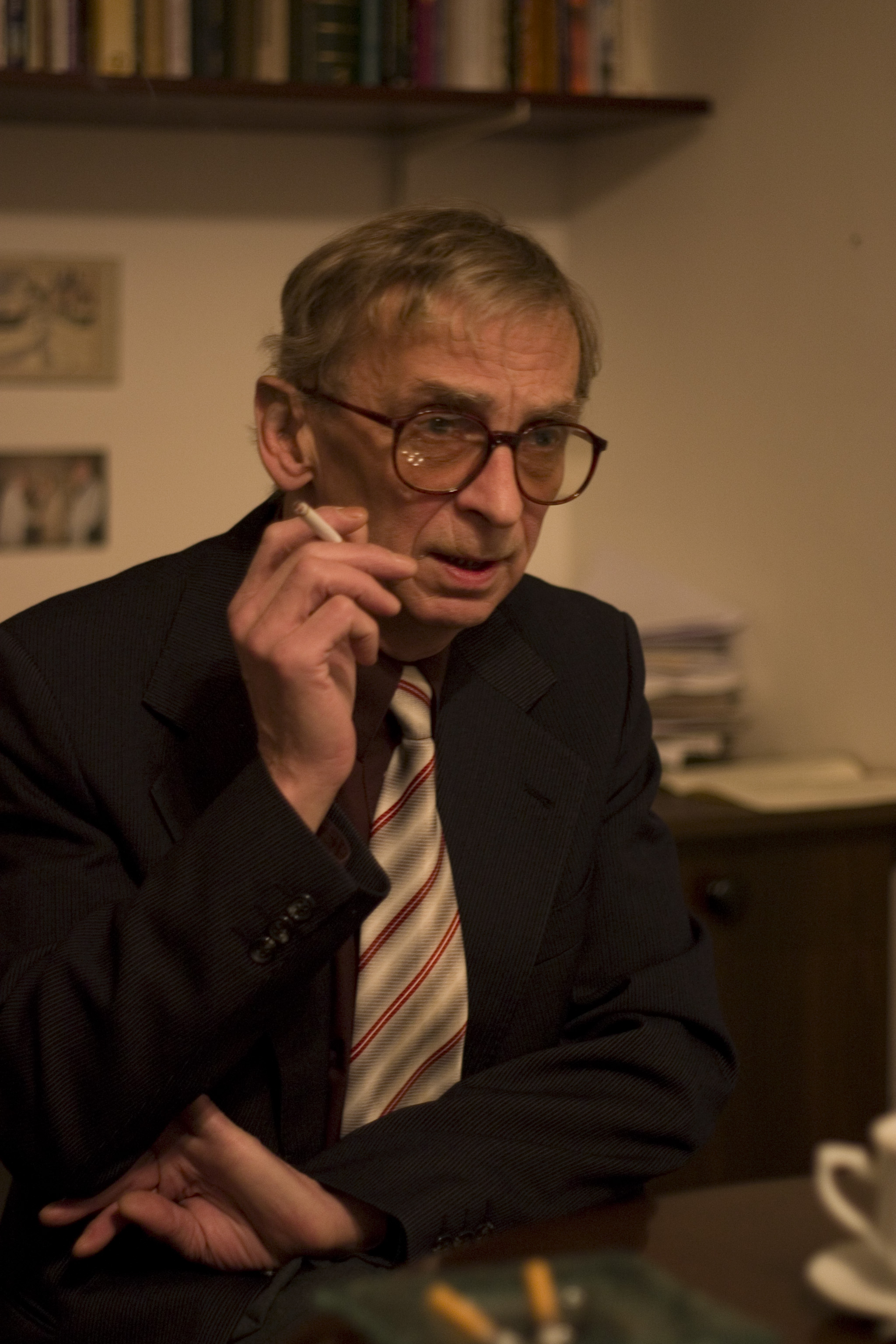
Stanisław Balbus (2014)

Stanisław Balbus (* 8. Mai 1942 in Sieradz; † 3. März 2023) war ein polnischer Literaturkritiker, Literaturtheoretiker und Übersetzer.

## Leben
Balbus besuchte das Gymnasium in Warschau. Noch als Schüler wurde sein Gedicht Wiosna 1958 in der Pfadfinderzeitschrift Na Przełaj publiziert. Nach dem Abitur 1961 nahm er ein Studium der Polonistik und Mathematik an der Jagiellonen-Universität in Krakau auf, 1962 studierte er auch Musikwissenschaft. Ab 1964 führte er nur sein Polonistikstudium weiter. Der Polska Zjednoczona Partia Robotnicza trat er 1963 bei. Den Magister in Polnischer Philologie erwarb er 1966 und wurde als wissenschaftlicher Assistent am Lehrstuhl für Polnische Literatur der Jagiellonen-Universität angestellt. Als Literaturkritiker debütierte er 1966 mit Rezensionen in der Zeitschrift Ruch Literacki. Für die Zeitschrift Życie Literackie schrieb er von 1967 bis 1977. Daneben veröffentlichte er wissenschaftliche und literaturkritische Texte sowie Übersetzungen aus dem Russischen in Pamiętnik Literacki, Student und Nowe Książki. Im Krakauer Verlag Wydawnictwo Literackie arbeitete er als Lektor und interner Rezensent. Zudem trat er von 1970 bis 1976 (sowie von 1990 bis 1999) in Literatursendung im TVP Kraków und von 1970 bis 1998 im Polskie Radio Kraków auf. Mit der Arbeit Aktualizacja akustyczna tekstu literackiego promovierte er 1975 und wurde 1976 als wissenschaftlicher Mitarbeiter am Institut für Polnische Philologie an der Jagiellonen-Universität eingestellt. Von 1978 bis 2002 dozierte er dort Literaturtheorie und leitete Doktorandenseminare. 1976 wurde er in den Verband der Polnischen Literaten aufgenommen, dessen Krakauer Abteilung er von 1980 bis 1983 mitleitete. Der Solidarność schloss er sich 1980 an und blieb bis 1991 Mitglied. Daneben arbeitete er mit den Zeitschriften NaGłos (1982 bis 1989) und bruLion (1987 bis 1989) zusammen. An der Universität Göteborg gab er 1988 Gastvorlesungen und wurde in demselben Jahr Mitglied des Polnischen PEN-Clubs. 1989 war er Mitbegründer des Vereins der Polnischen Schriftsteller. Mit der Arbeit Między stylami. Strategie intertekstualne w procesie historycznoliterackim habilitierte er 1989 an der Jagiellonen-Universität und wurde 1992 außerordentlicher Professor. In den 1990er Jahren publizierte er in den Zeitschriften Ruch Literacki, Dekada Literacka, NaGłos und Teksty Drugie. Von 1996 bis 2003 leitete er den Lehrstuhl für Literaturtheorie an der Jagiellonen-Universität, wo 1999 zum ordentlichen Professor ernannt wurde. Zudem wurde er 1999 in das Präsidium des Wissenschaftskomitees für Polnische Literatur an der Polnischen Akademie der Wissenschaften berufen. 2012 emeritierte er.
Er lebte in Krakau. 

## Publikationen
- Aktualizacja akustyczna tekstu literackiego, 1975 (Doktorarbeit)
- Intertekstualność a proces historycznoliteracki, 1990 (Habilitationsschrift)
- Poezja w czasie marnym. O metafizyce i historiozofii poezji Tadeusza Nowaka, 1992
- Między stylami, 1993; 2. Aufl. 1996
- Świat ze wszystkich stron świata. O Wisławie Szymborskiej, 1996
- Zosia, 2015

## Auszeichnungen (Auswahl)
- 1992: Kazimierz-Wyka-Preis
- 2000: Goldenes Verdienstkreuz